# Palazzo Pozzolini
Il palazzo Pozzolini è un edificio di Firenze, situato in via dei Pilastri 33-35.

## Storia e descrizione
Scriveva il Fantozzi nel 1843: "Questo grandioso casamento, nobilmente ampliato tanto internamente che esternamente dall'attual proprietario (Pozzolini) sul disegno dell'autore di queste annotazioni storiche nel decorso anno 1842 e nel principio del corrente 1843, era nella sua origine un aggregato di cinque modeste casupole. Una di esse, unitamente al giardinetto annesso e ad una loggetta che trovasi in testa ad esso, che fu molti anni or sono ridotta a quartiere di abitazione, appartenne allo scultore e fonditore fiorentino Antonio Susini, il quale la comprò dal Dell'Arme nel 1608, se ne valse quindi per sua abitazione e fonderia, e vi terminò i suoi giorni nel 1638".
Della presenza in via dei Pilastri della casa, del laboratorio e di un orto di proprietà di Antonio Susini (senza tuttavia fornire indicazioni che ne consentissero l'individuazione in uno spazio che da quel secolo ha subito profonde modificazioni) già aveva lasciato memoria Filippo Baldinucci che, peraltro, aveva ricondotto proprio all'artista la realizzazione della "bella loggia per uso dell'arte sua con più stanze, la qual casa, restata nella sua eredità, venne poi in potere del dottor Carlo Nardi".
Il grande casamento si mostra attualmente nelle forme assunte proprio a seguito dell'intervento diretto dall'architetto Federico Fantozzi, e presenta un fronte sviluppato su quattro piani per ben undici assi, con semplici finestre rettangolari incorniciate da listre di pietra serena che, al piano terreno, presentano decori riconducibile a modelli seicenteschi. È ancora presente il piccolo giardino interno con, sul fondo, il corpo di fabbrica già fonderia. L'edificio è inoltre segnalato dal repertorio di Bargellini e Guarnieri per essere stato sede "di un'antica scuola musicale".
Dal 1863 al 1867 vissero qui il filosofo Pietro Siciliani con la moglie Cesira Pozzolini. Nel palazzo la famiglia Pozzolini organizzava, ogni venerdì, un salotto culturale al quale parteciparono, tra gli altri, Niccolò Tommaseo, Giosuè Carducci, Atto Vannucci, Raffaello Lambruschini.